# زمین‌لرزه ۱۹۹۰ پاکستان
زمین‌لرزه پاکستان  در تاریخ ۴ مارس ۱۹۹۰ میلادی، برابر با ‎۱۳ اسفند ۱۳۶۸، ساعت ۱۹:۴۶:۱۹ به زمان یوتی‌سی در پاکستان رخ داد. ژرفای این زلزله ۵٫۲ کیلومتر بود، و بزرگی آن ۶ در مقیاس Mw اعلام شده‌است. زمین‌لرزه به وقت محلی در روز دوشنبه، ساعت ۰ روی داده و منطقه زمانی آن یوتی‌سی +۵ بوده‌است .
سازمان زمین‌شناسی آمریکا نیز رومرکز این زمین‌لرزه را در مختصات ۲۸°۵۵′۳۰″شمالی ۶۶°۱۹′۵۲″شرقی / ۲۸٫۹۲۵°شمالی ۶۶٫۳۳۱°شرقی و ژرفای آنرا در ۱۰ کیلومتر گزارش کرده‌است. بزرگی برگزیدهٔ این سازمان از میان بزرگیهای محاسبه‌شدهٔ مختلف ۶٫۱ در مقیاس Mw بوده و از دید اثر، در میان چهار دسته‌بندی «نامحسوس»، «محسوس»، «زیان‌آور» یا «با تلفات»، زلزله را «با تلفات» اعلام کرده‌است.شمار بسیاری ساختمان در زمین‌لرزه آسیب دیده‌است.
پروژهٔ «تنسور گشتاور مرکزوار» زاویه‌های (راستا، شیب، ریک) گسل سازندهٔ زمین‌لرزه و صفحه عمود بر آنرا (°۲۷۸، °۷۸، °۱۷۶-) یا (°۱۸۷، °۸۶، °۱۲-) و نوع گسل را «امتدادلغز» فرارسانده‌است.
شمار کشتگان زلزله حدود ۱۱ نفر بوده‌است.تعداد زخمیان ۴۰ نفر برآورده شده‌است.